# Friedhof Mühlburg

Die Trauernde – Denkmal für die Gefallenen auf dem Friedhof Mühlburg (2021)

Der Friedhof Mühlburg ist eine Friedhofsanlage im westlichen Karlsruher Stadtteil Mühlburg, der eine Fläche von 2,26 Hektar umfasst.

## Geschichte
Der Friedhof in Mühlburg wurde im Jahre 1857 eröffnet und befand sich in unmittelbarer Nachbarschaft der ehemaligen Brauerei Seldeneck. Auf dem Friedhof befindet sich eine Skulptur des Bildhauers Carl Egler die an die Opfer des Zweiten Weltkrieges erinnern soll. Ebenfalls befindet sich auf dem Friedhof die Grabanlage der Vorfahren der Schriftstellerin Marie Luise Kaschnitz.

## Gräber bekannter Personen
Auf dem Friedhof in Mühlburg befinden sind die Grabstätten folgender bekannter Persönlichkeiten und deren Familien:
- Familiengrab Seldeneck, Badisches Adelsgeschlecht
- Arthur Pfeifer (1878–1962), Architekt
- Lina Radke (1903–1983), Leichtathletin
- Ulli Thiel (1943–2014), Lehrer und Friedensaktivist